# Forte Michelangelo

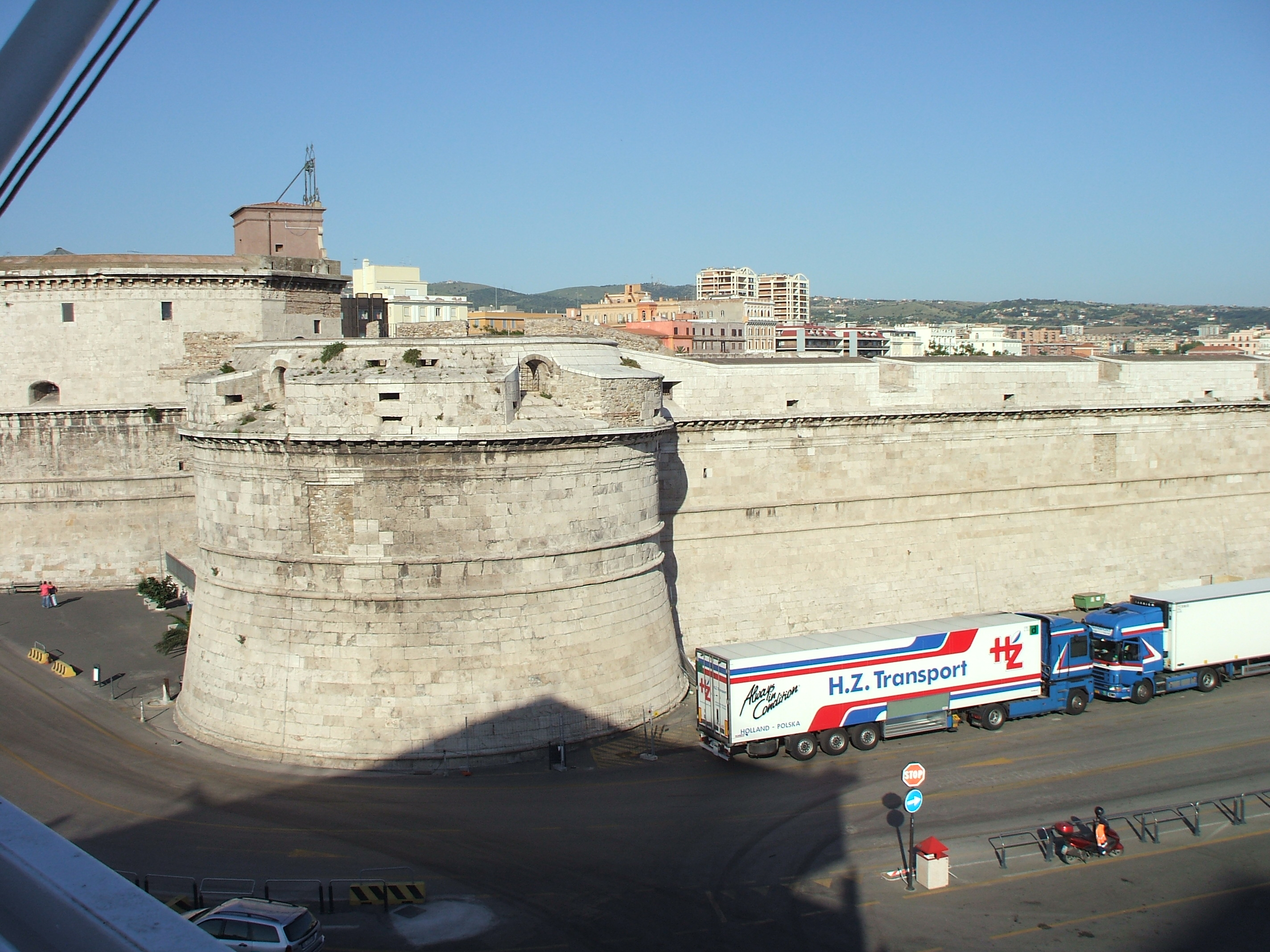
Forte Michelangelo

Forte Michelangelo è una fortezza che protegge il porto di Civitavecchia, nella città metropolitana di Roma Capitale.
La fortezza fu iniziata nel 1508 e completata nel 1537 sotto il pontificato di Paolo III, con la direzione di Antonio da Sangallo il Giovane. Una tradizione locale priva di riscontri vorrebbe che il maschio, ossia il torrione principale della fortezza, sia stato progettato da Michelangelo Buonarroti, da cui il nome di Forte Michelangelo.

## Storia
Tra il X e l'XI secolo, in posizione dominante tra le rovine dell'antica città e del porto devastato, sorse una rocca e lentamente accanto ad essa si formò un piccolo borgo, lungo l'antica strada romana. Già nel Duecento e nel Trecento il porto di Civitavecchia venne usato come approdo, sia pure ancora mal collegato e privo di attrezzature. Con la riorganizzazione dello Stato della Chiesa, iniziata dopo il Concilio di Costanza (1414-18), Civitavecchia riacquistò lentamente un assetto urbano organico e il suo porto venne restaurato e la città si arricchì di pregevoli edifici che le fonti del tempo attribuiscono a Bernardo Rossellino.

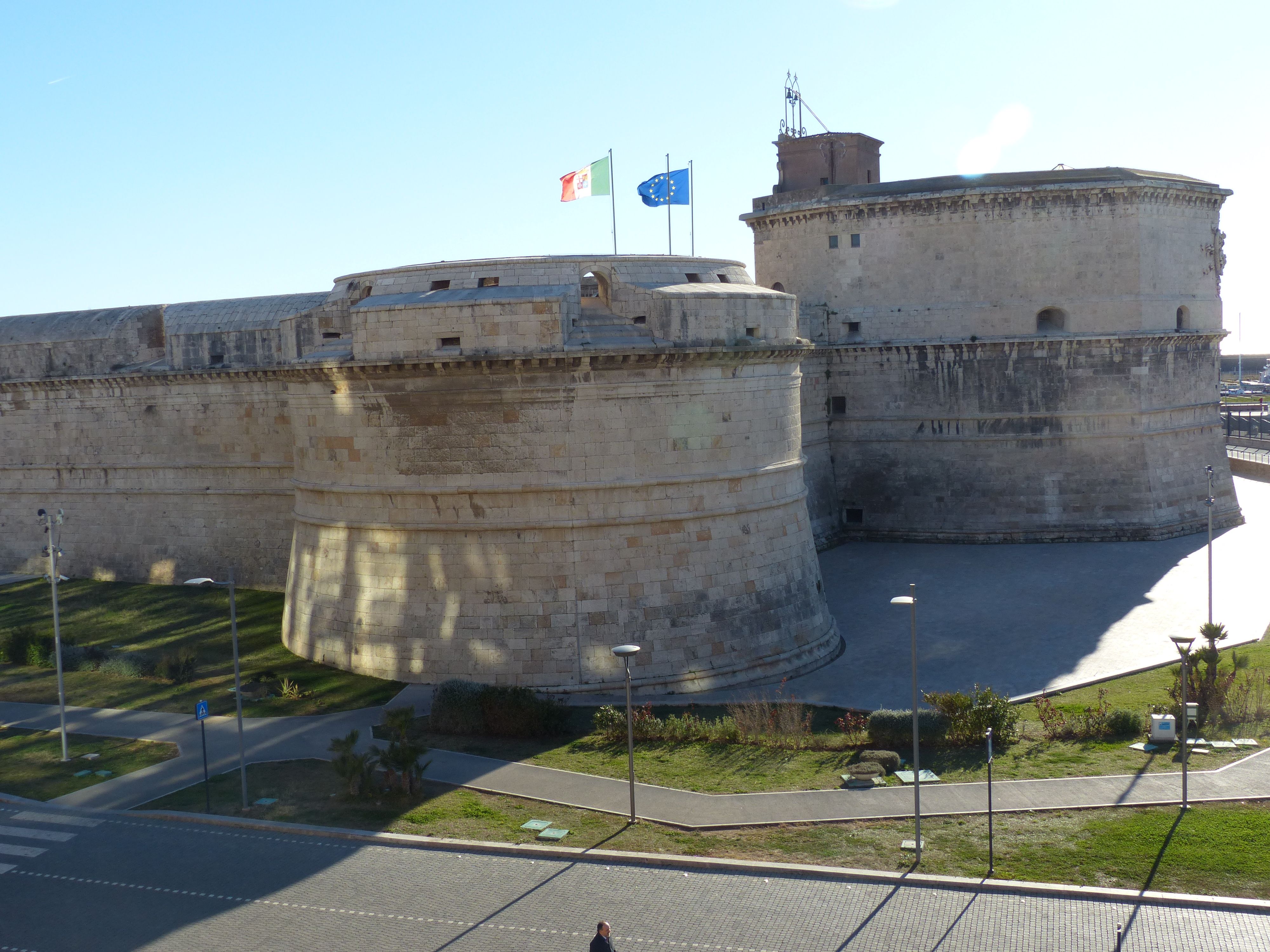
Vista laterale

La riscoperta dell'allume sui monti della Tolfa e l'esigenza di organizzare l'esportazione del prezioso minerale, determinarono la definitiva rinascita del porto. Il restauro venne affidato ai maggiori architetti della corte pontificia, tra cui Giovannino de' Dolci, Baccio Pontelli e Donato Bramante, al quale Giulio II commissionò il progetto della fortezza che ancora oggi domina il bacino portuale. Fra i frequentatori celebri vi fu anche Leonardo da Vinci che studiò accuratamente e disegnò gli edifici romani ancora superstiti.

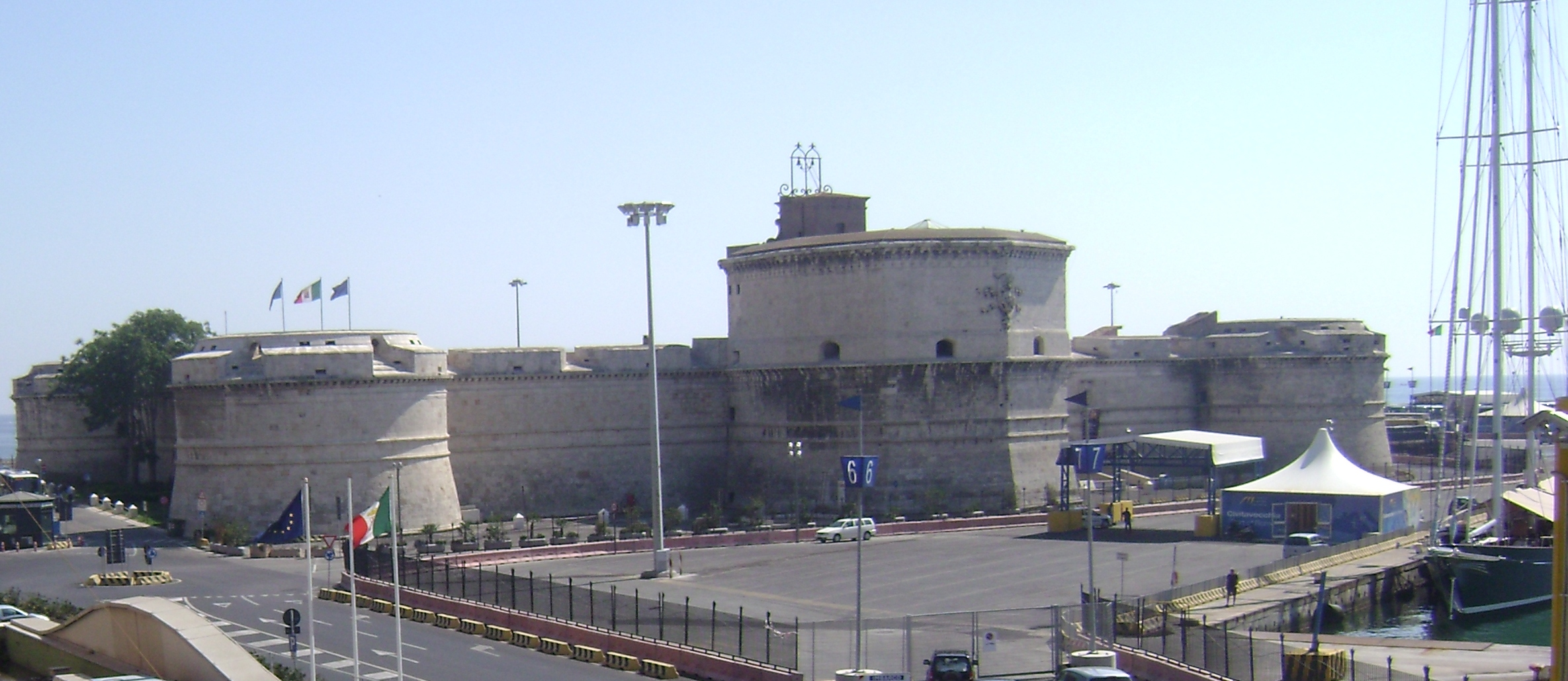
Vista del Forte che si affaccia sul porto antico.

## Struttura
Il forte Michelangelo, di imponenti dimensioni, ha la forma di un quadrilatero (la cui pianta misura circa 100 x 120 metri) con quattro torrioni angolari e il Maschio di forma ottagonale. Su uno dei torrioni, quello di levante, è presente il simbolo appartenente allo stemma di papa Giulio II (che fece edificare questa fortezza) ovvero un albero di rovere; sta a simboleggiare il luogo in corrispondenza del quale Giulio II, il 14 dicembre 1508, benedisse e murò la pietra angolare. I bastioni sono così chiamati: San Paolo,San Pietro, San Romolo e San Giulio. Secondo i punti cardinali sono San Paolo a sud-est, San Pietro a sud-ovest, San Romolo a nord-ovest e San Giulio a nord-est. Secondo alcuni testi sono noti anche come San Colombano, Santa Ferma, San Sebastiano e San Giovanni.